# Garaža
Garaža je zaprt prostor ali objekt za shranjevanje motornih vozil, v bivalni stavbi ali samostojna zgradba. Hiše, zgrajene po 1970, imajo največkrat garaže v temeljni zasnovi. Pri starejših hišah garaže dograjujejo ali zanje uporabljajo kletne prostore hiše, kašče ali del gospodarskega poslopja. Sodobno načrtovanje v mestih pozna tudi samostojno stoječe garaže v dolgih nizih ali v zasnovi trinivojskega tipa, postavljene v bližino stanovanjskih blokov ali sodobnih sosesk. Posamezniki si pogosto postavljajo zasilne montažne kovinske ali lesene garaže. Garaža je tudi prostor za vozila na trajektu.
Za večstanovanjske objekte, nakupovalne centre in drugod, kjer so potrebe po parkiranju vozil večje, vendar ni dovolj prostora za parkirišča, ponekod zgradijo garažne hiše, ki so lahko samostoječe, ali pa sestavni del stavbe.  